# محمد علي توفيق
الأمير محمد علي باشا توفيق (1875 ـ 1954) هو ثاني أبناء الخديوي محمد توفيق والشقيق الذكر الوحيد للخديوي عباس حلمي الثاني، كان وصيا على العرش ما بين وفاة الملك فؤاد الأول وجلوس ابنه الملك فاروق على عرش مملكة مصر لحين إكماله السن القانونية بتاريخ 28 أبريل 1936م، ثم أصبح وليا للعهد إلى أن أنجب فاروق ابنه الأمير أحمد فؤاد الثاني. كان يأمل أكثر من مرة أن يتولى حكم مصر بعد وفاة الملك فؤاد الأول بحكم أن الملك فاروق الأول كان صغير السن ولكن بحكمة الملكة نازلي لم يستطع فعل ذلك. كان مولعا باقتناء الخيول العربية الأصيلة.
كان دائما حليفاً للإنجليز لأنه كان يرى أنهم من يقدرون أن يجعلوه حاكماً على مصر وخصوصا في حادث 4 فبراير 1942 عندما طالب سفير إنجلترا بتعيين مصطفى النحاس رئيسا للوزراء وكاد أن يخلع السفير الإنجليزي الملك فاروق عن الحكم بأن يجبره على التنازل عن العرش ويقوم بتعيين الأمير محمد علي توفيق ملكاً على مصر.

## البداية

الأمير محمد علي توفيق في صباه

ولد الأمير محمد علي توفيق بالقاهرة عام 1875م (11 شوال 1292 هـ)، ودرس بالمدرسة العليَّة بعابدين (مدرسة الأنجال) ما بين 1881-1883م، ثم أُرسل إلى سويسرا لإستكمال دراسته، حيث التحق وشقيقه عباس حلمي بمدرسة «هكسوس» بمدينة جنيف لدراسة العلوم العسكرية، ثم التحقا بمدرسة ترزيانوم بالنمسا، قبل أن يعود كلاهما إلى مصر بعد وفاة والدهما الخديوي توفيق سنة 1892م.
لم يتزوج لإصابته في حادث منعه من الإنجاب.

## الحياة السياسية
بعدما تم عزل الخديوي عباس عام 1914، نفاه الإنجليز خارج مصر وتم إيقاف مرتباته من قبل السلطان حسين كامل، فذهب إلى مونترو بسويسرا حيث سمح له بتحويل إيرادات أملاكه إليه. ولكن الإنجليز قلّصوا مرتبه إلى 250 جنيه شهريا بعد اكتشافهم بعلاقاته مع علي باشا الشمسي ذو الميول التركية ضد الإنجليز وخوفا من استخدام المال لدعم الحركات الوطنية بمصر ضدهم. ولكنهم وافقوا على إعطائه جواز سفر مع منعه من السفر إلى مصر أو أي من الدول التي حاربت إنجلترا.

## قصر المنيل
قام الأمير محمد علي باشا ببناء قصره عام 1901، وقام علي إنشاء هذا القصر الفريد سعياً لإحياء للعمارة الإسلامية التي عشقها فبني أول الأمر قصراً للإقامة ثم أكمل بعد ذلك باقي سرايا القصر..
قام بنفسه بوضع التصميمات الهندسية والزخرفية اللازمة، وأشرف على كل خطوات التنفيذ، وتبلغ المساحة الكلية للقصر حوال 61711 متراً مربعاً منها خمسة آلاف متر هي مساحة المباني، وحوالي 34 ألف متر للحدائق وحوالي 22711 متراً عبارة عن طرق داخلية وغيرها.
تشمل السرايا التي يتكون منها القصر على العديد من الفنون والزخارف المعمارية من طرز إسلامية مختلفة كما تضم العديد من التحف النادرة.. والقصر به سراي الاستقبال وبرج الساعة والسبيل والمسجد ومتحف الصيد وسراي العرش والمتحف الخاص والقاعة الذهبية وحديقة تعد في حد ذاتها فريدة من نوعها.
وقد أقام في قصره قاعة للعرش بعد أن أصبح قاب قوسين أو أدنى من تحقيق الحلم الذي ظل يراوده لسنوات على أن يصبح ملكاً على مصر.

## معرض صور

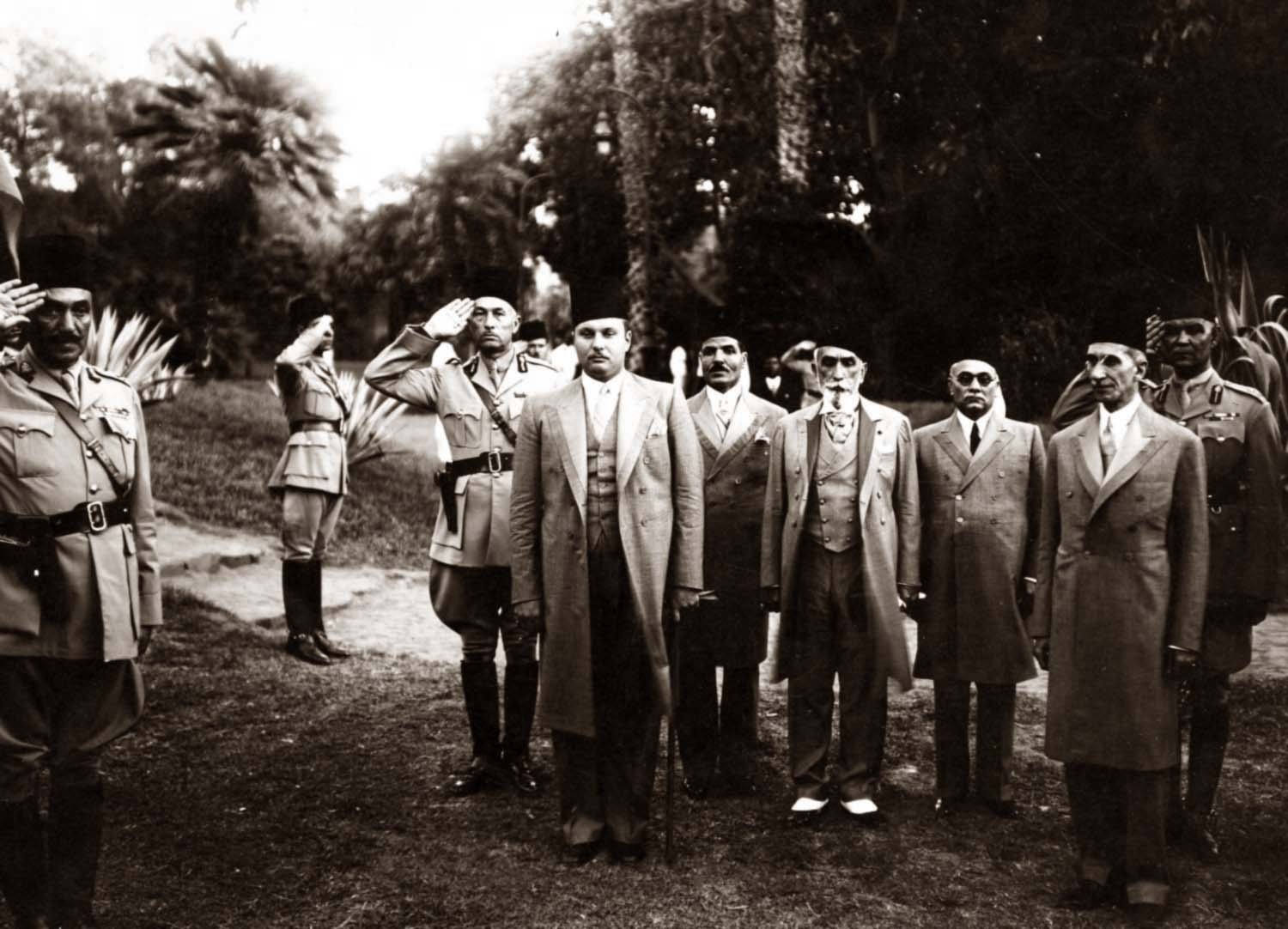
الأمير محمد علي توفيق مع الملك فاروق
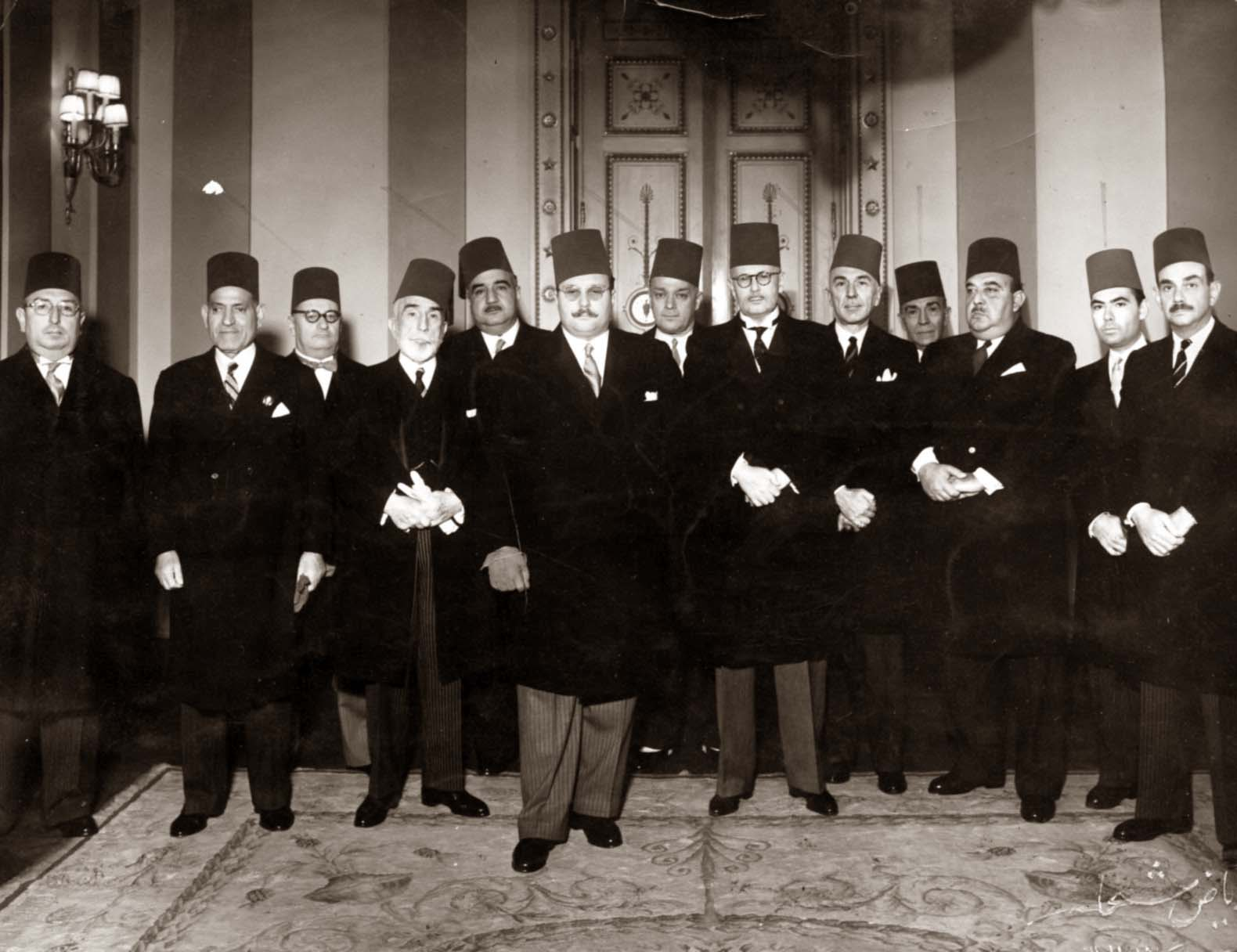
الملك فاروق مع التشكيل الوزاري الجديد وإلى جانبه الأمير محمد علي توفيق ومصطفى النحاس باشا.
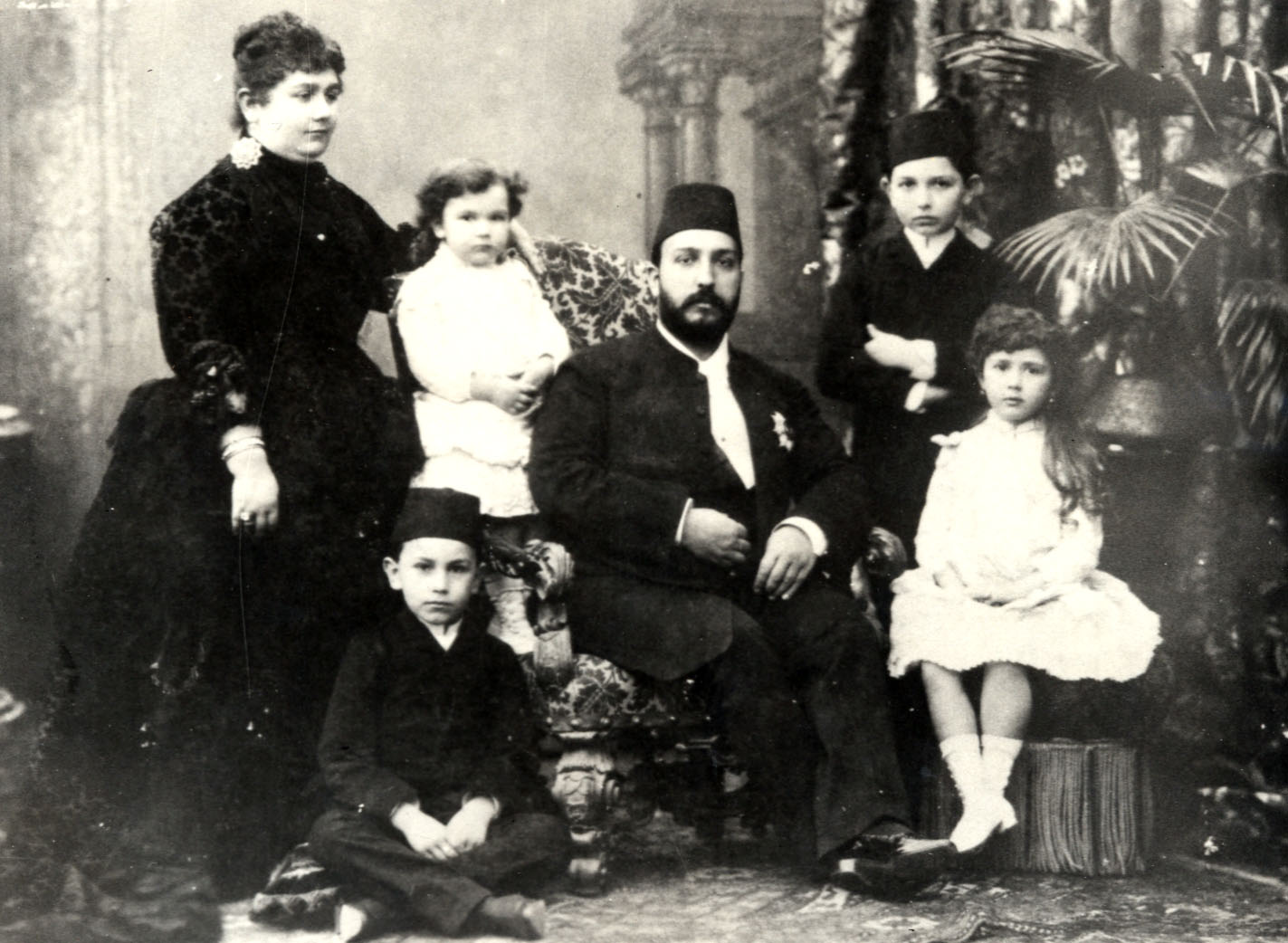
الأمير محمد علي توفيق واقفاً بجانب والده الخديوي محمد توفيق
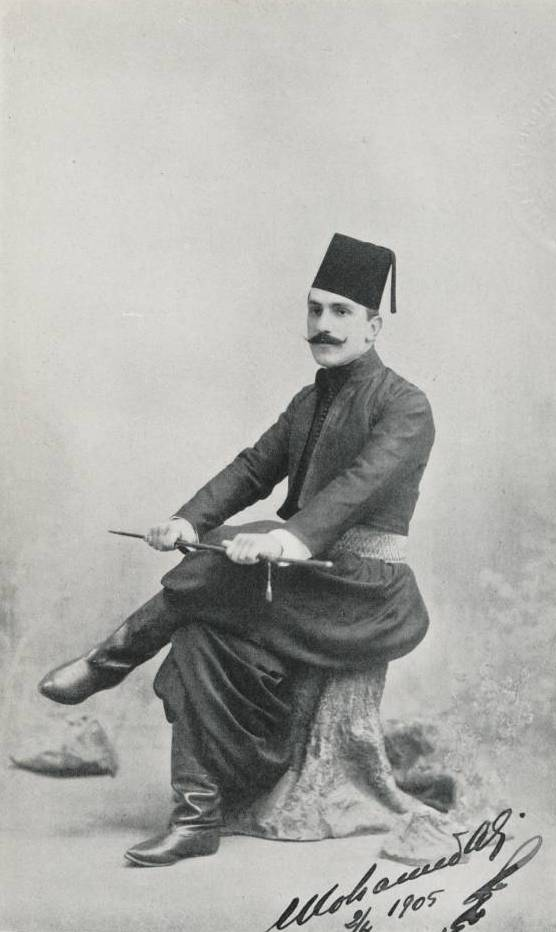
عام 1905
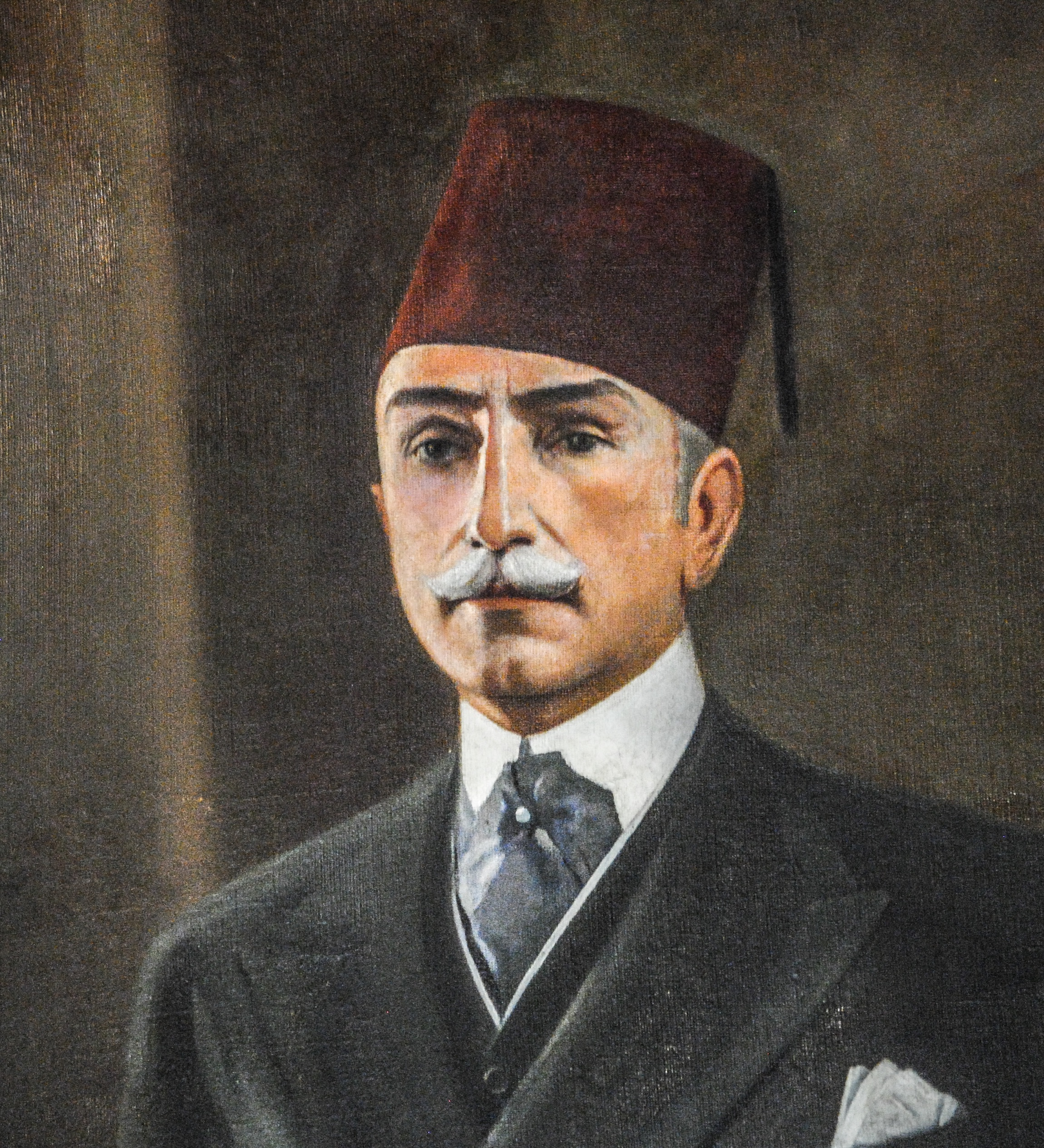

## روابط خارجية
- محمد علي توفيق على موقع مونزينجر (الألمانية)